# Zerschossene Träume
Zerschossene Träume ist ein in österreichisch-deutsch-französischer Koproduktion hergestelltes Polizistendrama von Peter Patzak mit einer internationalen Besetzung.

## Handlung
Wien in den 1970er Jahren. Der junge Ken ist mitten in seiner Ausbildung zum Polizeibeamten. Seine bisexuelle Neigung führt dazu, dass er sich in die Abhängigkeit eines nicht weiter benannten Nachtclubbesitzers mit Unterweltverbindungen begibt. Einerseits beansprucht ihn der deutlich ältere, homosexuelle Mann als seinen Liebhaber, andererseits verlangt er, dass Ken auch die berechnende, nymphomane Geschäftsfrau Carol sexuell beglückt. Der Nachwuchspolizist sieht sich bald in der Situation, nicht nur aber auch in besonderem Maße sexuell fremdbestimmt zu sein, und es beginnt in ihm zu gären.
Ken will dieses Leben nicht, möchte ein normales Leben führen, ein guter Polizist werden und nicht so korrupt werden wie einst der eigene Vater. Die blutjunge Gerda, die seine Wege kreuzt, könnte eine Perspektive für einen Neubeginn sein, doch bald scheint es für eine Umkehr zu spät. Als ein ehemaliger Gönner ihn dazu erpressen versucht, bei einem anstehenden, illegalen Waffendeal diskret wegzuschauen, beginnt es in Ken zu brodeln. Der junge Mann sieht nur noch die Möglichkeit, mit einem explosiven Befreiungsschlag seine Ketten zu sprengen. In seinem Rundumschlag erschießt Ken vier Unterweltgangster und kommt selbst bei einem Terroranschlag ums Leben.

## Produktionsnotizen
Zerschossene Träume wurde zwischen dem 5. Juni und dem 19. Juli 1975 in Wien gedreht und erlebte seine Uraufführung am 20. August 1976 in Düsseldorf. Die österreichische Erstaufführung fand am 3. September 1976 in Wien statt.

## Kritik
„Sperrige Mischung aus einem Gangster-‚B-Picture‘ und eigenwilliger Milieu- und Charakterbeschreibung. Drastisch-zynisch in der Schilderung des Unterweltmilieus, wenig stimmig in Atmosphäre und Problemzeichnung, aber als Reflexion kinoimmanenter Erzählweisen nicht ohne Reiz.“